# Fiedler István
Fiedler István (Nagybecskerek, 1871. október 14. – Nagyvárad, 1957. október 24.) katolikus pap, a Szatmár-Nagyváradi egyesített egyházmegye püspöke.

## Pályafutása
A teológiát Temesvárott végezte. 1894. szeptember 8-án pappá szentelték. Újszentannán káplán, 1898-tól Nagyjécsán adminisztrátor, utóbb Csákon, Lippán káplán volt. 1904-től a temesvár-józsefvárosi Notre Dame zárda lelki igazgatója, 1910-től a temesvári papnevelde lelki igazgatója, 1913-tól püspöki titkár, 1916. április 1-jétől resicai esperes plébános. 1923-tól csanádi (temesvári) kanonok, 1926-tól az apostoli kormányzó helynöke.

### Püspöki pályafutása
XI. Piusz pápa 1930. október 16-án a latin szertartású egyesített Szatmár-Nagyváradi egyházmegye püspökévé nevezte ki. Magyarsága hangsúlyozásaként december 7-én Nagyváradon szentelték püspökké.
Mindkét egyházmegyében meghagyta a szemináriumot, úgy, hogy Szatmárnémetiben filozófiát, Nagyváradon teológiát hallgattak a kispapok. 1938-ban egyházmegye zsinatot tartott. Püspöktársai a modern lelkipásztorkodás bölcs irányelveinek táraként minősítették az Egyházmegye Zsinati Határozatait. Megszervezte az Actio Catholicát; 8 templomot, 2 plébániát épített. 
Politikai okokból 1939. december 14-én a püspökségről hivatali fölszólításra lemondott. December 15-től muliai címzetes püspök. A nagyszebeni szerzetesnővérek lelkiigazgatója lett. 1940 augusztusában tért vissza Nagyváradra. 
A váradolaszi temetőben temették el. 1982-ben Matos Ferenc székesegyházi plébános exumálta a váradolaszi temetőben nyugvó püspököket, kanonokokat. Így került Fiedler István földi maradványa is a  nagyváradi római katolikus székesegyház altemplomába.[forrás?]

## Művei
Cikkei az Erdélyi Oltáregyes. Lapban jelentek meg. Önálló műveiː
- Szent keresztúti ájtatosság. Szatmárnémeti, 1933
- A tizennégy segítő. Nagyvárad, 1935
- Egy szent kis fiú. Uo., 1936.
- Fiedler István levele a gyermekekhez. Uo., 1936
- Főpásztori szózat híveihez. Uo., 1937
- Szűz Mária üzen a nemzetnek. Uo., 1943. (szlovákul: Patima Otkaz Panny Maria vsetkym národom. Rozsnyó, 1943)
- Isten keze Portugália tört-ében. Uo., 1943[1]